# Hyalornis docta
Hyalornis docta är en fjärilsart som beskrevs av William Schaus och Clements 1893. Hyalornis docta ingår i släktet Hyalornis och familjen mätare. Inga underarter finns listade i Catalogue of Life.